# Смотритель (фильм, 2017)
«Смотритель» (англ. The Super) — американский фильм ужасов, снятый Стефаном Риком. В главных ролях — Патрик Флугер и Вэл Килмер. Фильм впервые был показан 14 октября 2017 года на кинофестивале в Сиджесе. Премьера в США состоялась 19 октября 2018 года.

## Сюжет
Фил — бывший полицейский, который после смерти жены устраивается на работу суперинтедантом в жилой дом в центре Нью-Йорка. Переехав в него вместе с двумя дочерьми, Фил начинает замечать странные события. Жильцы загадочным образом исчезают и складывается впечатление, что никому до них нет дела, а странный сосед Уолтер, работающий в доме, ведёт себя подозрительно странно и увлекается магией вуду. Фил начинает собственное расследование.

## В ролях
| Актёр          | Роль           |
| -------------- | -------------- |
| Патрик Флугер  | Фил Лодж       |
| Вэл Килмер     | Уолтер         |
| Луиза Краузе   | Беверли        |
| Пол Бен-Виктор | мистер Джонсон |
| Юл Васкес      | Хулио          |

## Отзывы
Фильм получил низкие оценки кинокритиков. На Rotten Tomatoes у картины 40 % положительных отзывов на основе 10 рецензий. На Metacritic — 47 баллов из 100 на основе 4 рецензий.